# ダンドク
ダンドク（檀特、学名: Canna indica L.）は、熱帯から温帯に生育するカンナ科の多年草。カリブ諸島、熱帯アメリカ原産であるが、園芸目的で世界各地に移出している。園芸種のカンナの原種のひとつ。

## 特徴
多年生の草本。地下にショウガに似た塊茎から茎を伸ばし、50cmから最大で2m程度となる。葉は30cm程度の紡錘形で先端が尖り、節ごとに互生する。花期は、亜熱帯では6月から9月、熱帯では周年。花は頂生し総状花序。色は黄色または赤で、花びらに見えるものは、雄しべが変化したものである。秋に実が熟すと、複数の重く丸く黒い種子を作り、これが散弾銃の弾丸のように見えることから、英名Indian shotと呼ばれる。

## 分布
原産はカリブ諸島および熱帯アメリカであるが、世界中の温帯から熱帯にかけ園芸目的で移入している。

### 日本における分布
本種はもともと日本には存在しない、移入種である。移入の時期は江戸時代初期であり、1664年に成立した花壇綱目にその記述がある。混配品種の普及に伴い、原種である本種が栽培されることは少なくなり、現在では南西諸島に野生化した株が自生する。沖縄方言では「マーランバショウ」。

## 利用
園芸植物として栽培される。

## ギャラリー

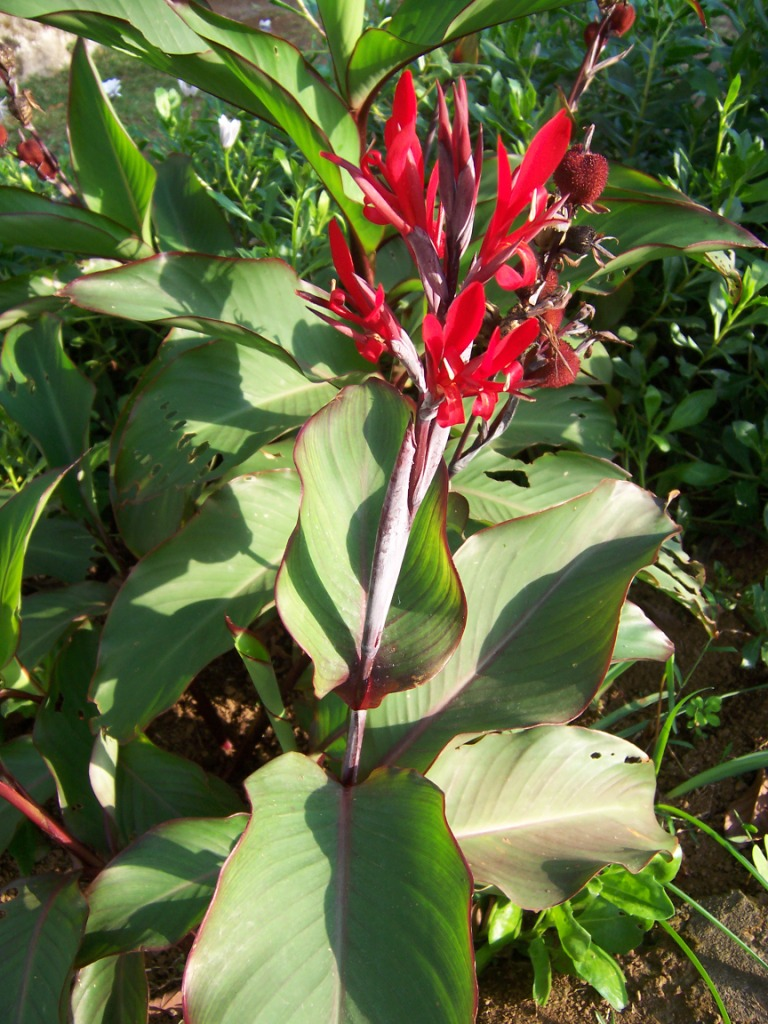
アカバナダンドク(Canna coccinea Mill.)
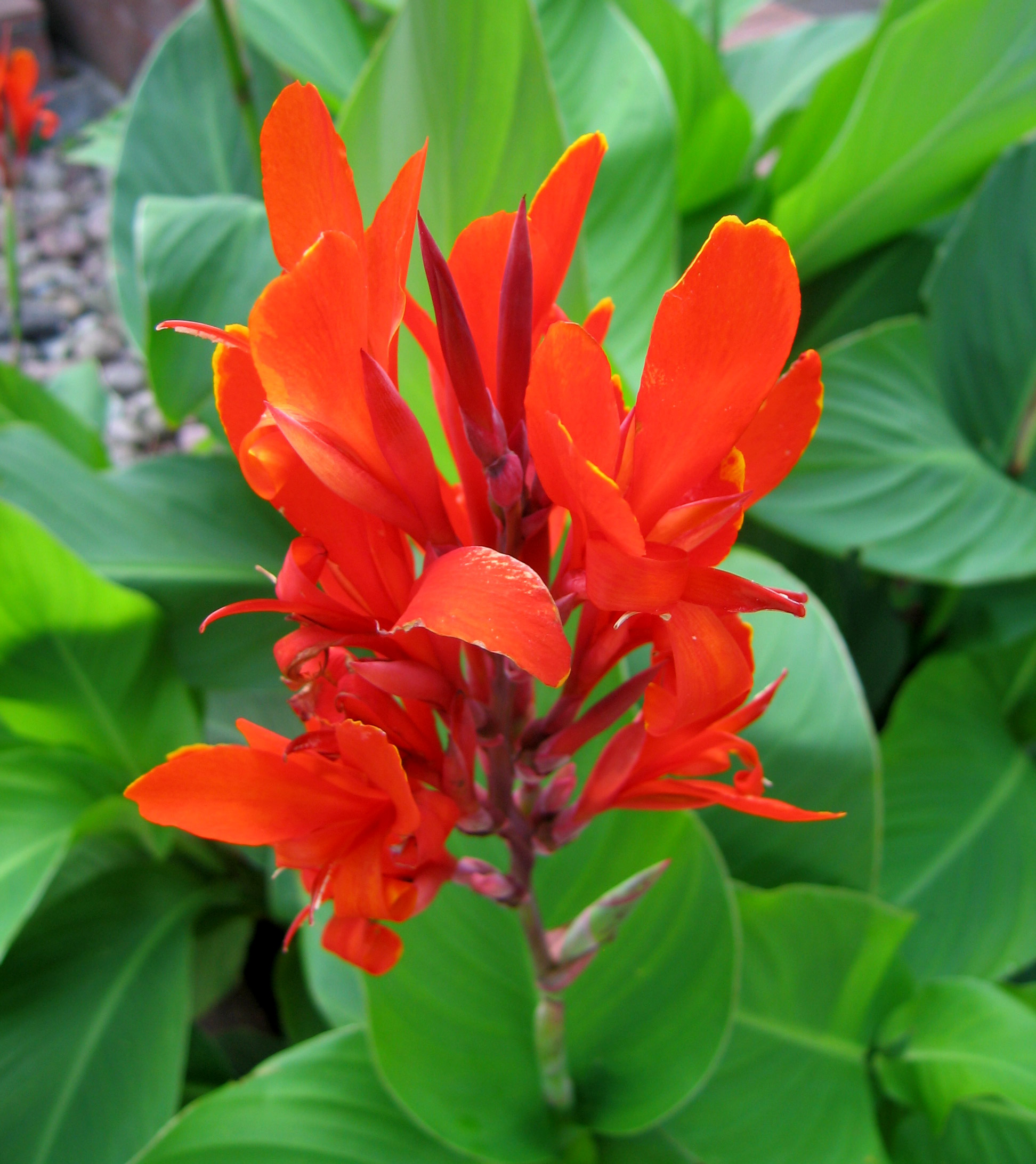
アカバナダンドクの花
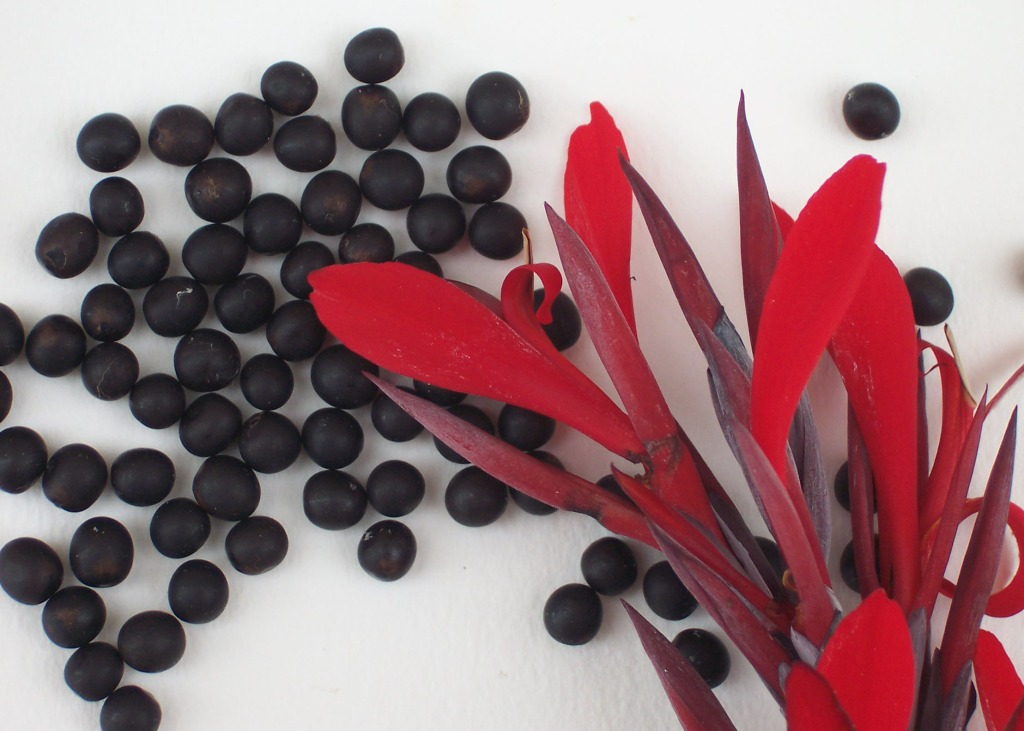
アカバナダンドクの花と種子
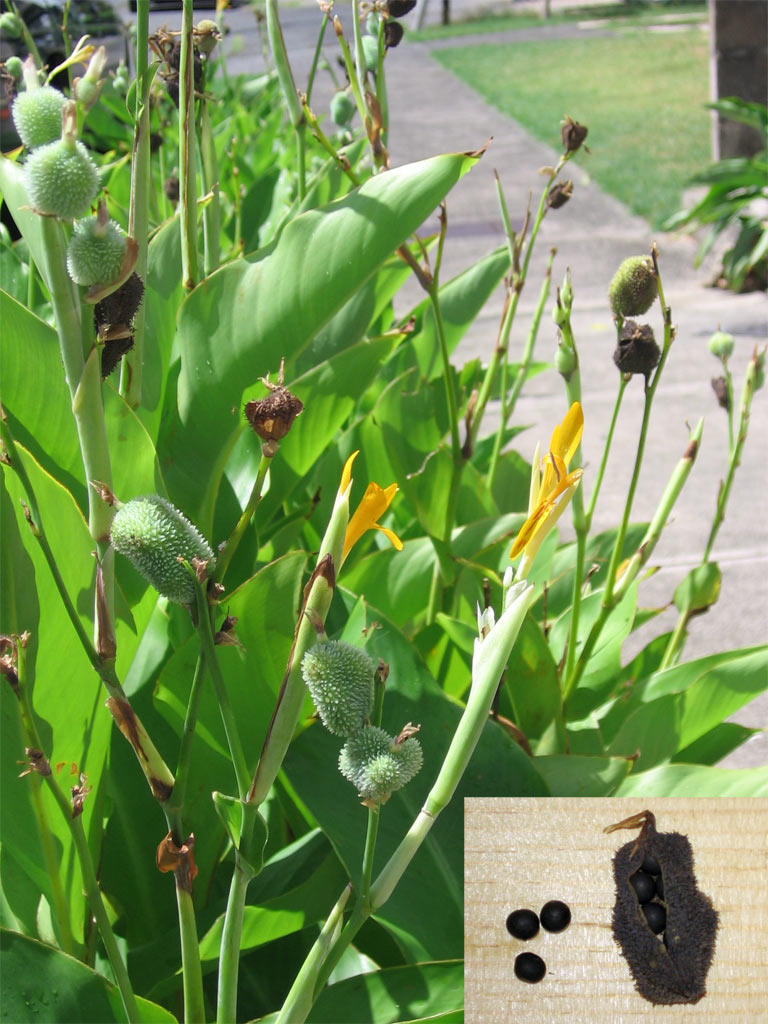
キバナダンドク(Canna indica L. var. flava (Roscoe) Baker)の花と未熟果、種
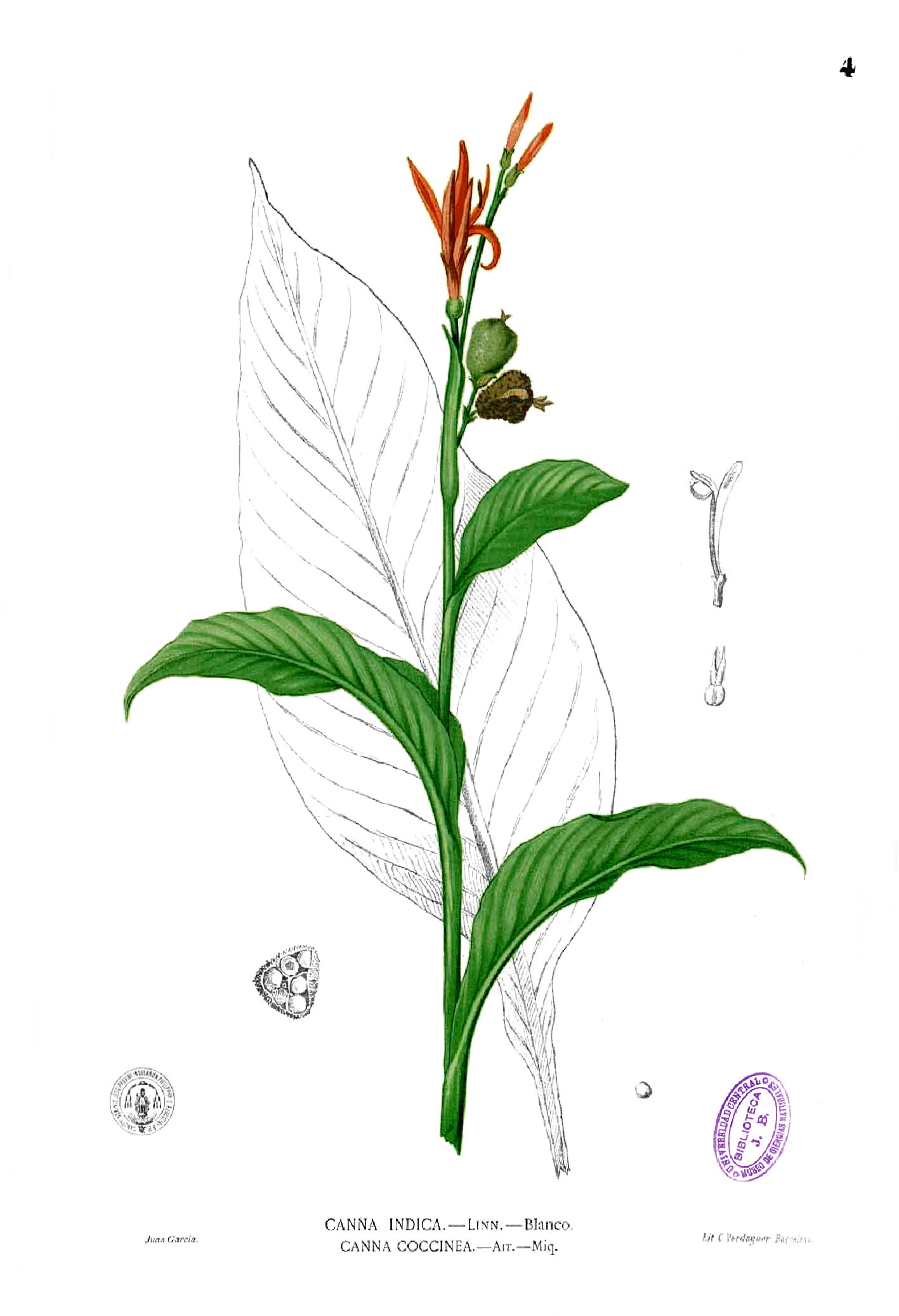
フランシスコ・マヌエル・ブランコによるキバナダンドクの絵